# اژزیپ مورو
اژزیپ مورو (به فرانسوی: Hégésippe Moreau) شاعر و روزنامه‌نگار قرن نوزدهم میلادی اهل فرانسه است.